# جو ديلوش
جو ديلوش (بالإنجليزية: Joe DeLoach)‏ هو عداء سريع أمريكي، ولد في 5 يونيو 1967 في باي سيتي في الولايات المتحدة.

## وصلات خارجية
- جو ديلوش على موقع الاتحاد الدولي لألعاب القوى (الإنجليزية)
- جو ديلوش على موقع أوليمبيديا (الإنجليزية)